# Eduardo Mata
Pour les articles homonymes, voir Mata.
Eduardo Mata est un chef d'orchestre et compositeur mexicain, né à Mexico le 5 septembre 1942 et mort le 4 janvier 1995 près de Cuernavaca.

## Biographie
Eduardo Mata suit des cours de guitare et piano, pendant trois ans, avant d'entrer au Conservatoire national de Musique. De 1960 à 1963, il étudie la composition avec Carlos Chávez. En 1964, il reçoit une bourse Koussevitzky pour aller à Tanglewood, où il étudie la direction d'orchestre avec Max Rudolf et Erich Leinsdorf, et la composition avec Gunther Schuller.
Il compose plusieurs œuvres dans les années 1950 et 1960, comprenant trois symphonies, de la musique de chambre, plusieurs sonates et quelques suites de ballets. Sa Troisième symphonie et quelques morceaux de chambre ont été enregistrés.
En 1965, il est nommé directeur du Département de Musique de l'UNAM et chef de l'orchestre de Guadalajara. Il dirige aussi l'orchestre de l'université, qui s'est renommé dernièrement l'orchestre philharmonique de l'UNAM (OFUNAM). En 1972, il quitte le Mexique pour se consacrer à la direction de l'orchestre symphonique de Phoenix, aux États-Unis.
Entre 1977 et 1993, il est directeur musical de l'orchestre symphonique de Dallas et le directeur invité d'orchestres européens, latino-américains, et américains réputés. Il enregistre plus de cinquante disques, dont plusieurs avec l'orchestre philharmonique de l'UNAM, l'orchestre symphonique de Dallas et l'orchestre symphonique de Londres. Plusieurs de ses enregistrements comprennent des œuvres de compositeurs latino-américains. Il contribue aussi à assurer la qualité, le talent et la réputation du Système d'orchestres de jeunes du Venezuela, particulièrement lié à l'orchestre symphonique Simón Bolívar.
Le matin du 4 janvier 1995, Eduardo Mata et une passagère embarquent dans son avion personnel à Cuernavaca, pour se rendre à Dallas. Eduardo Mata est aux commandes de l'appareil, un bimoteur Piper Aerostar. L'un des moteurs tombe en panne juste après le décollage et l'avion s'écrase alors qu'il tente un atterrissage d'urgence. Il n'y a aucun survivant.

## Œuvres

### Musique de chambre
- Trio à Vaughan Williams, pour clarinette, violoncelle et percussions (1957) ;
- Improvisation pour clarinette et piano (1961) ;
- Improvisation no 1, pour quatuor à cordes et duo de piano (1964) ;
- Improvisation no 2, pour cordes et deux pianos (1965) ;
- Improvisation no 3, pour violon et piano (1965) ;
- Sonate pour violoncelle (1966).

### Musique orchestrale
- Symphonie no 1 - Classique (1962) ;
- Dévora, suite de ballet (1963) ;
- Symphonie no 2 - Romantique (1963) ;
- The Dry Bones, ballet pour bande (1963) ;
- Symphonie no 3 (1966).

### Autres œuvres
- Sonate pour piano (1960) ;
- Aires (1964).

## Sources
- (de) Cet article est partiellement ou en totalité issu de l’article de Wikipédia en allemand intitulé « Eduardo Mata » (voir la liste des auteurs).